# ناوشکن کلاس شیران
دیسترویر کلاس شیران (به انگلیسی: Shirane-class destroyer) یک کلاس از کشتی است که طول آن ۱۵۹ متر (۵۲۲ فوت) می‌باشد.